# Hell: The Sequel
| Recensione           | Giudizio |
| -------------------- | -------- |
| AllMusic             | [ 1 ]    |
| Entertainment Weekly | B+       |
| Rolling Stone        | [ 6 ]    |
| RapReviews           | [ 6 ]    |
| The Independent      | [ 6 ]    |
| XXL                  | [ 6 ]    |
| HipHopDX             | [ 6 ]    |
| PopMatters           | [ 6 ]    |
| The Telegraph        | [ 6 ]    |
| The A.V. Club        | B+       |

Hell: The Sequel è un EP del duo hip hop statunitense Bad Meets Evil, pubblicato nel 2011 da Shady Records e Interscope. Il duo è formato dai rapper di Detroit Eminem e Royce da 5'9". Fast Lane è il primo singolo estratto da questo progetto. Il video musicale della canzone è uscito l'8 giugno 2011.
L'EP è un successo commerciale – primo in Canada, tra i dischi urban britannici e in cinque classifiche degli Stati Uniti, compresa la Billboard 200 – accolto positivamente anche dalla critica: su Metacritic vanta 72/100, punteggio basato su 12 recensioni.
Vende 171 000 copie nella prima settimana, debuttando al primo posto nella Billboard 200. Nella seconda settimana, Hell: The Sequel commercializza 63 000 copie. Nel mercato canadese, l'EP vende 21 000 copie nella sua prima settimana.
Il lavoro del duo è certificato disco d'oro in Australia, Regno Unito e Stati Uniti.

## Tracce
1. Welcome 2 Hell – 2:57 – Havoc, Magnedo7 (co-prod.)
2. Fast Lane – 4:09 – Supa Dups, Eminem (co-prod.), JG (co-prod.)
3. The Reunion – 4:50 – Sid Roams, Eminem (co-prod.)
4. Above the Law – 3:29 – Mr. Porter
5. I'm on Everything (featuring Mike Epps) – 4:31 – Mr. Porter
6. A Kiss – 4:34 – Bangladesh, BranNu
7. Lighters (featuring Bruno Mars) – 5:03 – Eminem, The Smeezingtons, Battle Roy
8. Take from Me – 3:25 – Mr. Porter, 56 (co-prod.)
9. Loud Noises (featuring Slaughterhouse) – 4:20 – Mr. Porter, Eminem (co-prod.)

Tracce bonus nell'edizione deluxe
1. Living Proof – 3:55 – Mr. Porter
2. Echo – 4:55 – DJ Khalil

## Formazione
- Eminem - rapping, voce, produzione (tracce 2-3, 7 e 9), missaggio, produttore esecutivo
- Royce da 5'9" - rapping, voce
- Dwayne Chin-Quee - batteria, cori
- Luis Resto - tastiere
- Tony Jackson - tastiere
- Jason Gilbert - tastiere, cori
- Justin Jozwiak - sassofono
- Sam Beaubien - tromba
- Matt Martinez - trombone, trombone basso
- Sly Jordan - cori
- Claret Jai - cori

## Classifiche

### Classifiche settimanali
| Classifica (2011)         | Posizione massima |
| ------------------------- | ----------------- |
| Australia                 | 3                 |
| Austria                   | 23                |
| Belgio (Fiandre)          | 26                |
| Belgio (Vallonia)         | 46                |
| Canada                    | 1                 |
| Danimarca                 | 7                 |
| Francia                   | 54                |
| Germania                  | 20                |
| Irlanda                   | 15                |
| Italia                    | 72                |
| Norvegia                  | 12                |
| Nuova Zelanda             | 14                |
| Paesi Bassi               | 25                |
| Regno Unito               | 7                 |
| UK R&B                    | 1                 |
| Stati Uniti               | 1                 |
| US Top R&B/Hip-Hop Albums | 1                 |
| Svizzera                  | 5                 |

### Classifiche di fine anno
| Classifica (2011)         | Posizione massima |
| ------------------------- | ----------------- |
| Australia                 | 34                |
| Canada                    | 17                |
| Stati Uniti               | 41                |
| US Top R&B/Hip-Hop Albums | 11                |
| US Rap Albums             | 7                 |
| Svizzera                  | 89                |